# Hải Thanh (phường)
Hải Thanh là một phường thuộc thị xã Nghi Sơn, tỉnh Thanh Hóa, Việt Nam.

## Địa lý
Phường Hải Thanh nằm ở phía đông thị xã Nghi Sơn, có vị trí địa lý:
- Phía đông giáp Biển Đông
- Phía tây giáp phường Bình Minh
- Phía nam giáp phường Hải Bình
- Phía bắc giáp phường Bình Minh.

Phường Hải Thanh có diện tích 2,77 km², dân số năm 2019 là 19.440 người, mật độ dân số đạt 7.018 người/km².
Địa bàn phường hẹp theo chiều đông - tây và trải dài theo chiều bắc - nam.

## Lịch sử
Trước đây, Hải Thanh là một xã thuộc huyện Tĩnh Gia.
Ngày 22 tháng 4 năm 2020, Ủy ban Thường vụ Quốc hội ban hành Nghị quyết số 933/NQ-UBTVQH14 về việc thành lập thị xã Nghi Sơn và các phường thuộc thị xã Nghi Sơn (nghị quyết có hiệu lực từ ngày 1 tháng 6 năm 2020). Theo đó, chuyển huyện Tĩnh Gia thành thị xã Nghi Sơn và thành lập phường Hải Thanh trên cơ sở toàn bộ 2,77 km² diện tích tự nhiên và 19.440 người của xã Hải Thanh.

## Giáo dục
Các trường học trên địa bàn phường:
- Trường Tiểu học Hải Thanh A
- Trường Tiểu học Hải Thanh
- Trường THCS Hải Thanh.

## Di tích
Nơi đây có nhiều thắng cảnh tâm linh nổi tiếng như chùa Đót Tiên, đền Quang Trung, 4 nhà thờ công giáo, đặc biệt phải kể đến nhà thờ giáo xứ Ba Làng.
Theo sử sách ghi lại rằng: Vào ngày lễ thánh Giuse (19 tháng 3 năm 1627), các linh mục Đắc Lộ (Alexandre de Rhodes) và Marquez, trên đường ra giảng đạo tại Đàng Ngoài, đã đặt chân lên Cửa Bạng. Sau hơn hai tháng giảng đạo, các thừa sai đã rửa tội được 32 người.